# Wanchana Rattana
Wanchana Rattana (thailändisch วันชนะ รัตนะ; * 7. Februar 1984), auch als Friend bekannt, ist ein thailändischer Fußballspieler.

## Karriere
Wanchana Rattana stand bis Ende 2013 beim Chainat Hornbill FC unter Vertrag. Wo er vorher gespielt hat, ist unbekannt. Der Verein aus Chainat spielte in der ersten Liga des Landes, der Thai Premier League. Für Chainat absolvierte er sieben Erstligaspiele. 2014 wechselte er zum Zweitligisten Saraburi FC nach Saraburi. Ende der Saison wurde er mit Saraburi Vizemeister der Thai Premier League Division 1 und stieg in die erste Liga  auf. Nach der Hinserie unterschrieb er einen Vertrag beim Ligakonkurrenten Navy FC in Sattahip. Hier spielte er bis Mitte 2016. Nach Vertragsende pausierte er bis Ende 2019. Im Januar 2020 unterzeichnete er einen Vertrag beim Drittligaaufsteiger Wat Bot City FC in Phitsanulok. Der Klub spielte in der Northern Region der Liga. Hier stand er bis Jahresende unter Vertrag. Von Januar 2021 bis Mitte Juli 2021 war er vertrags- und vereinslos. Der Phitsanulok FC nahm Rattana am 15. Juli 2021 unter Vertrag. Mit dem Verein, der ebenfalls in Phitsanulok beheimatet ist, spielte er ebenfalls in der Northern Region.  Am Ende der Saison 2022/23 wurde er mit dem Verein Meister der Region. In den Aufstiegsspielen zur zweiten Liga konnte man sich jedoch nicht durchsetzen. Nach 24 Ligaspielen wurde sein Vertrag im Sommer 2024 nicht verlängert. Nach einem Jahr Vertragslosigkeit nahm ihn im Sommer 2024 sein ehemaliger Verein Phitsanulok FC wieder unter Vertrag.

## Erfolge
Saraburi FC
- Thailändischer Zweitligavizemeister: 2014 (Vizemeister)  ▲

Phitsanulok FC
- Thai League 3 – North: 2022/23